# Jacco Tettelaar
Jacco Tettelaar (Maassluis, 3 december 1961) is een Nederlands wielrenner die meedoet op het onderdeel (tandem), met name tijdritten en achtervolging op de baan en op de weg. Tettelaar is de voorrijder van Alfred Stelleman, die visueel gehandicapt is. Tettelaar woont in Maassluis.
Tettelaar kwam voor Nederland uit op de Paralympische Zomerspelen 2008 in Peking.
In het dagelijks leven is Tettelaar biologieleraar.

## Beste uitslagen

### Paralympische Spelen
| Evenement    | Resultaat | Onderdeel               |
| ------------ | --------- | ----------------------- |
| Beijing 2008 | zilver    | tijdrit Klasse B VI 1-3 |